# Ernobius abietinus
Ernobius abietinus är en skalbaggsart som först beskrevs av Leonard Gyllenhaal 1808.  Ernobius abietinus ingår i släktet Ernobius, och familjen trägnagare. Arten är reproducerande i Sverige.